# 아서 헤이스팅스
아서 헤이스팅스 대위(Captain Arthur Hastings)는 애거서 크리스티의 소설에 등장하는 벨기에인 탐정 에르퀼 푸아로의 파트너이자 친구인 가공의 인물이다. 헤이스팅스는 《스타일스 저택의 괴사건》에서 처음 등장하며, 그 이후에도 많은 푸아로 소설에 화자로 등장한다.